# Bahnstrecke Bagdad–Akaschat
| Streckennummer: | 3                        |                                      |                                      |
| Spurweite: | 1435 mm (Normalspur)     |                                      |                                      |
| Streckengeschwindigkeit: | 100 km/h                 |                                      |                                      |
| Zweigleisigkeit: | Scheik Dari–Mafraq Rutba |                                      |                                      |
| |                          |                                      |                                      |
| \| \| 0 \| Bagdad West \| Bagdad West \| \| \| \| nach und von Basra \| \| \| \| 8,6 \| Al-Kazimiya \| Al-Kazimiya \| \| \| \| nach Konya \| \| \| \| \| Arab Husayn \| \| \| \| 18,9 \| Abo Guraib \| Abo Guraib \| \| \| 26,0 \| Ar-Badwaniyah \| Ar-Badwaniyah \| \| \| 35,5 \| Scheik Dari \| Scheik Dari \| \| \| 47,6 \| Al-Karma \| Al-Karma \| \| \| 53,2 \| Falludscha \| Falludscha \| \| \| \| Euphrat \| \| \| \| \| \| \| \| \| 75,0 \| Al-Habbaniya \| Al-Habbaniya \| \| \| 91,0 \| Al-Khalidiyat Taht al Insha \| Al-Khalidiyat Taht al Insha \| \| \| 109,5 \| Ramadi Ost \| Ramadi Ost \| \| \| \| Euphrat-Seitenkanal \| \| \| \| 119,2 \| Ramadi West \| Ramadi West \| \| \| 139,8 \| Mafraq Rutba \| Mafraq Rutba \| \| \| 153,6 \| Al-Muhamadiya \| Al-Muhamadiya \| \| \| 163,0 \| Aqabah \| Aqabah \| \| \| 173,1 \| Hīt \| Hīt \| \| \| \| \| \| \| \| 205 \| Kabisa \| Kabisa \| \| \| 184,9 \| Al-Mardsch \| Al-Mardsch \| \| \| 188,0 \| Sahiliya \| Sahiliya \| \| \| 198,2 \| Al-Baiader \| Al-Baiader \| \| \| 208,7 \| Al-Bagdadi \| Al-Bagdadi \| \| \| 228,8 \| Huran \| Huran \| \| \| 240,7 \| Al-Haqlaniyah \| Al-Haqlaniyah \| \| \| \| von Baidschi / Kirkuk \| \| \| \| 258,8 \| Haditha \| Haditha \| \| \| 270,0 \| Al-Islamiyah \| Al-Islamiyah \| \| \| 280,7 \| Fuhaymi \| Fuhaymi \| \| \| 289,0 \| Hubain \| Hubain \| \| \| 296,2 \| Anah \| Anah \| \| \| 308,4 \| Maschad \| Maschad \| \| \| 316,9 \| Dschabab \| Dschabab \| \| \| 335,0 \| Al-Mithaq \| Al-Mithaq \| \| \| 353,0 0,0 \| Al-Qa'im \| Al-Qa'im \| \| \| \| Phosphatfabrik \| \| \| \| 375,9 \| Huseiba \| Huseiba \| \| \| \| nach Abu Kamal (Syrien) – war im Bau \| \| \| \| 12,5 \| Mudschama \| Mudschama \| \| \| \| \| \| \| \| 37,7 \| Anqa \| Anqa \| \| \| 70,6 \| Uaha \| Uaha \| \| \| \| \| \| \| \| 104,8 \| Retqa \| Retqa \| \| \| 139,6 \| Akaschat \| Akaschat \| \| \| 144,0 \| Akaschat Mine \| Akaschat Mine \| |                          |                                      |                                      |
| Kopfbahnhof Streckenanfang | 0                        | Bagdad West                          | Bagdad West                          |
| Abzweig geradeaus, nach links und von links |                          | nach und von Basra                   | nach und von Basra                   |
| Bahnhof | 8,6                      | Al-Kazimiya                          | Al-Kazimiya                          |
| Abzweig geradeaus, nach rechts und ehemals von rechts |                          | nach Konya                           | nach Konya                           |
| ehemaliger Bahnhof |                          | Arab Husayn                          | Arab Husayn                          |
| Bahnhof | 18,9                     | Abo Guraib                           | Abo Guraib                           |
| ehemaliger Bahnhof | 26,0                     | Ar-Badwaniyah                        | Ar-Badwaniyah                        |
| Bahnhof | 35,5                     | Scheik Dari                          | Scheik Dari                          |
| Bahnhof | 47,6                     | Al-Karma                             | Al-Karma                             |
| Bahnhof | 53,2                     | Falludscha                           | Falludscha                           |
| Brücke über Wasserlauf |                          | Euphrat                              | Euphrat                              |
| Abzweig geradeaus und ehemals nach links |                          |                                      |                                      |
| Bahnhof | 75,0                     | Al-Habbaniya                         | Al-Habbaniya                         |
| Bahnhof | 91,0                     | Al-Khalidiyat Taht al Insha          | Al-Khalidiyat Taht al Insha          |
| Bahnhof | 109,5                    | Ramadi Ost                           | Ramadi Ost                           |
| Brücke über Wasserlauf |                          | Euphrat-Seitenkanal                  | Euphrat-Seitenkanal                  |
| Bahnhof | 119,2                    | Ramadi West                          | Ramadi West                          |
| Bahnhof | 139,8                    | Mafraq Rutba                         | Mafraq Rutba                         |
| Bahnhof | 153,6                    | Al-Muhamadiya                        | Al-Muhamadiya                        |
| Bahnhof | 163,0                    | Aqabah                               | Aqabah                               |
| Bahnhof | 173,1                    | Hīt                                  | Hīt                                  |
| Abzweig geradeaus und nach links · Strecke von rechts |                          |                                      |                                      |
| Strecke · Kopfbahnhof Streckenende | 205                      | Kabisa                               | Kabisa                               |
| Bahnhof | 184,9                    | Al-Mardsch                           | Al-Mardsch                           |
| ehemaliger Bahnhof | 188,0                    | Sahiliya                             | Sahiliya                             |
| Bahnhof | 198,2                    | Al-Baiader                           | Al-Baiader                           |
| Bahnhof | 208,7                    | Al-Bagdadi                           | Al-Bagdadi                           |
| Bahnhof | 228,8                    | Huran                                | Huran                                |
| Bahnhof | 240,7                    | Al-Haqlaniyah                        | Al-Haqlaniyah                        |
| Abzweig geradeaus und von rechts |                          | von Baidschi / Kirkuk                | von Baidschi / Kirkuk                |
| Bahnhof | 258,8                    | Haditha                              | Haditha                              |
| ehemaliger Bahnhof | 270,0                    | Al-Islamiyah                         | Al-Islamiyah                         |
| Bahnhof | 280,7                    | Fuhaymi                              | Fuhaymi                              |
| ehemaliger Bahnhof | 289,0                    | Hubain                               | Hubain                               |
| Bahnhof | 296,2                    | Anah                                 | Anah                                 |
| Bahnhof | 308,4                    | Maschad                              | Maschad                              |
| Bahnhof | 316,9                    | Dschabab                             | Dschabab                             |
| Bahnhof | 335,0                    | Al-Mithaq                            | Al-Mithaq                            |
| Bahnhof | 353,0 0,0                | Al-Qa'im                             | Al-Qa'im                             |
| Kreuzung geradeaus unten, links und rechts · Strecke von rechts |                          | Phosphatfabrik                       | Phosphatfabrik                       |
| Kopfbahnhof Strecke ab hier außer Betrieb · Strecke | 375,9                    | Huseiba                              | Huseiba                              |
| Strecke (außer Betrieb) · Strecke |                          | nach Abu Kamal (Syrien) – war im Bau | nach Abu Kamal (Syrien) – war im Bau |
| Dienststation / Betriebs- oder Güterbahnhof | 12,5                     | Mudschama                            | Mudschama                            |
| Abzweig geradeaus und nach links |                          |                                      |                                      |
| Dienststation / Betriebs- oder Güterbahnhof | 37,7                     | Anqa                                 | Anqa                                 |
| Dienststation / Betriebs- oder Güterbahnhof | 70,6                     | Uaha                                 | Uaha                                 |
| Abzweig geradeaus und nach rechts |                          |                                      |                                      |
| Dienststation / Betriebs- oder Güterbahnhof | 104,8                    | Retqa                                | Retqa                                |
| Dienststation / Betriebs- oder Güterbahnhof | 139,6                    | Akaschat                             | Akaschat                             |
| | 144,0                    | Akaschat Mine                        | Akaschat Mine                        |

Die Bahnstrecke Bagdad–Akaschat (auch Weststrecke) ist eine Bahnstrecke im Irak. Sie trägt im Netz der Iraqi Republic Railways (IRR) die Streckennummer 3.

## Geografie
Sie verbindet Bagdad über Falludscha und Ramadi mit Al-Qa'im und Akaschat.
Um die Strecke aus dem Stadtgebiet von Bagdad herauszuführen, nutzt sie auf den ersten Kilometern die Trasse der Bagdadbahn, bevor sie nach etwa 9 km westlich abzweigt.
Die Zweigstrecke von Al-Qa’im nach Abu Kamal quert kurz vor dem Endbahnhof die Grenze nach Syrien. Der geplante Anschluss an das syrische Eisenbahnnetz bei Deir ez-Zor wurde nie hergestellt.

## Technische Parameter
Die normalspurige Strecke ist 497 km lang, überwiegend eingleisig und nicht elektrifiziert. Einige Abschnitte zwischen Sheikh Dari und Mufraq Rutba sind zweigleisig ausgebaut. Ursprünglich wurde sie für eine Höchstgeschwindigkeit von 100 km/h konzipiert. Die Schienen haben ein UIC 60-Profil mit Schweißverbindungen, das theoretisch für Hochgeschwindigkeits- und für Schwerlasttransporte geeignet ist. Die Achslast liegt bei 25 t. Verbaut wurden Betonschwellen.
Zur weiteren Ausstattung zählte ein vollautomatisches Relaisstellwerk und eine begleitende Telegraphenleitung für die Kommunikation zwischen Bahnhöfen.
Entlang der Strecke wurden Betriebswerke für leichte Wartungsarbeiten in Bagdad, Falludscha, Ar-Ramadi, Haqlaniya und Akaschat sowie zwei Ausbesserungswerke in Al-Qa’im und Bagdad errichtet.

## Geschichte

### Vorgeschichte
Zwischen November 1917 und Februar 1918 eröffnete das britischen Militär zwischen Bagdad über Falludscha nach Dhibban eine Strecke in Normalspur. Dieser Betrieb wurde schon im Mai 1919 aufgegeben, weil die Gleise für den Weiterbau der Bagdadbahn nördlich von Baidschi benötigt wurden. Die Strecke Bagdad–Dhibban wurde auf 762 mm umgespurt. Diese Schmalspurbahn verkehrte auch nur etwa ein Jahr und wurde schon 1920 abgebaut. Die Trasse der normalspurigen Strecke Bagdad–Akaschat wurde zwischen Bagdad und Falludscha auf einer neuen, parallel und etwas abweichend verlaufenden Trasse verlegt.

### Bau
Der Bau umfasste auch die Stabilisierung von Alluvialböden auf einer Länge von 50 km, um eine stabile Gleislage zu erhalten. Darüber hinaus war eine Fundamentverstärkung sowohl der Eisenbahn- als auch der angrenzenden Autobahnbrücken erforderlich. Das größte Vorhaben des Baus war die Verlegung des Habbaniyya-Staudamms. Der Bau der Strecke erfolgte während des Ersten Golfkrieges. Trotz gelegentlicher kriegsbedingter Verzögerungen verlief der Bau relativ reibungslos.
Die Strecke wurde in mehreren Abschnitten eröffnet. Für einige der Eröffnungsdaten gibt es auch leicht abweichende Angaben.
| Abschnitt                   | Länge in km | Eröffnung      | Anmerkung           |
| --------------------------- | ----------- | -------------- | ------------------- |
| Bagdad–Awairiji             | 5           | 7. April 1918  | Teil der Bagdadbahn |
| Awairiji–Al-Kazimiyah       | 4           | 15. April 1918 | Teil der Bagdadbahn |
| Al-Kazimiyah–Ar-Ramadi East | 101         | März 1989      |                     |
| Ar-Ramadi East–Al-Qa’im     | 244         | November 1981  |                     |
| Al-Qa’im–Akaschat           | 144         | September 1981 |                     |
| Al-Qa’im–Husaibah           | 23          | 1984           | Zweigstrecke        |
| Husaibah–Abu Kamal (Syrien) | 9           | 1. August 2000 | Zweigstrecke        |

1987 erhielt die Strecke über die Bahnstrecke Al-Haqlaniya–Kirkuk eine zweite Anbindung an die Bagdadbahn und nach Kirkuk.

### Bürgerkrieg und Wiederaufbau
Im Bürgerkrieg im Irak 2013 bis 2017 zerstörte die Terrororganisation Islamischen Staat umfassend auch die Eisenbahninfrastruktur. Der Westen und Norden von Bagdad waren davon besonders betroffen und damit auch die Strecke Bagdad–Akaschat. Die Strecke war zu über 90 Prozent beschädigt.
Am 5. November 2022 wurde der westliche Ast der Bahnstrecke Al-Haqlaniya–Kirkuk wieder in Betrieb genommen und Akaschat damit über einen etwa 100 km langen Umweg über Baidschi auf der Schiene wieder mit Bagdad verbunden. Diese Umleitung über Baidschi wurde nach Wiederinbetriebnahme der Eisenbahnbrücke über den Euphrat am 8. Oktober 2024 unnötig. Der Personenverkehr zwischen Bagdad und Ramadi wurde am 11. Oktober 2024 wieder aufgenommen, der Verkehr zwischen Bagdad und Al-Qa’im soll bis Ende 2024 wieder aufgenommen werden.

## Betrieb
Für Lokomotivführer ist nach wie vor Vorsicht geboten, wodurch die Einsatzgeschwindigkeit häufig unter der ursprünglich vorgesehen zulässigen Höchstgeschwindigkeit von 100 km/h liegt.
Der Streckenabschnitt Akaschat–Al-Quaim dient vor allem dem Transport von Phosphat aus einem entsprechenden Abbau bei Akaschat. Auch soll über die Strecke Yellowcake aus der Uranmine Akaschat zu einer von einer Schweizer Firma errichteten Urananreicherungsanlage in Al-Qa’im transportiert worden sein.
Auf der Strecke verkehren täglich zwei Zugpaare im Personenverkehr, eines über 65 Kilometer zwischen Bagdad und Falludscha, ein zweites zwischen Bagdad und Ar-Ramadi.